# Kristjan Čeh
Kristjan Čeh (Ptuj, 17 de febrero de 1999) es un deportista esloveno que compite en atletismo, en la prueba de lanzamiento de disco.
Ganó dos medallas en el Campeonato Mundial de Atletismo, en los 2022 y 2023, y dos medallas en el Campeonato Europeo de Atletismo, en los años 2022 y 2024. En los Juegos Europeos de Cracovia 2023 consiguió una medalla de oro en su especialidad.
Participó en los Juegos Olímpicos de Tokio 2020, ocupando el quinto lugar en su especialidad.

## Palmarés internacional
| Campeonato Mundial | Campeonato Mundial      | Campeonato Mundial | Campeonato Mundial |
| Año                | Lugar                   | Medalla            | Prueba             |
| ------------------ | ----------------------- | ------------------ | ------------------ |
| 2022               | Eugene (Estados Unidos) | Medalla de oro     | Disco              |
| 2023               | Budapest (Hungría)      | Medalla de plata   | Disco              |
| Juegos Europeos    |                         |                    |                    |
| Año                | Lugar                   | Medalla            | Prueba             |
| 2023               | Chorzów (Polonia)       | Medalla de oro     | Disco              |
| Campeonato Europeo |                         |                    |                    |
| Año                | Lugar                   | Medalla            | Prueba             |
| 2022               | Múnich (Alemania)       | Medalla de plata   | Disco              |
| 2024               | Roma (Italia)           | Medalla de oro     | Disco              |